# هرمسدورف (زاکسونی)
هرمسدورف (به آلمانی: Hermsdorf/Erzgeb.) یک روستا و شهر در آلمان است که در Municipal association Altenberg واقع شده‌است.